# Tóhoku nyelvjárás
A tóhoku nyelvjárás (東北方言; touhoku hougen) a főként Honsú északkeleti részén, a Tóhoku régióban beszélt nyelvjárás, a japán nyelv fő nyelvjárásainak egyik csoportja. Hívják még Tóhoku bennek és óu hógennek (奥羽方言) is. Legtöbb esetben Tóhoku régió 6 prefektúráját és Nígata prefektúra északi részének nyelvjárását jelöli, de előfordul, hogy ide sorolják Hokkaidó tengerparti területeinek és Kelet-Kantó régió területeinek (főként Tocsigi prefektúra és Ibaraki prefektúra) nyelvjárásait is. Honsú északi területei felé indulva a Tóhoku dialektus drasztikusan eltér a standard japán nyelvtől, és gyakran az országos televízióban is feliratozzák. Emellett egy jellegzetes tájszólásnak tartják a japán kultúrában.

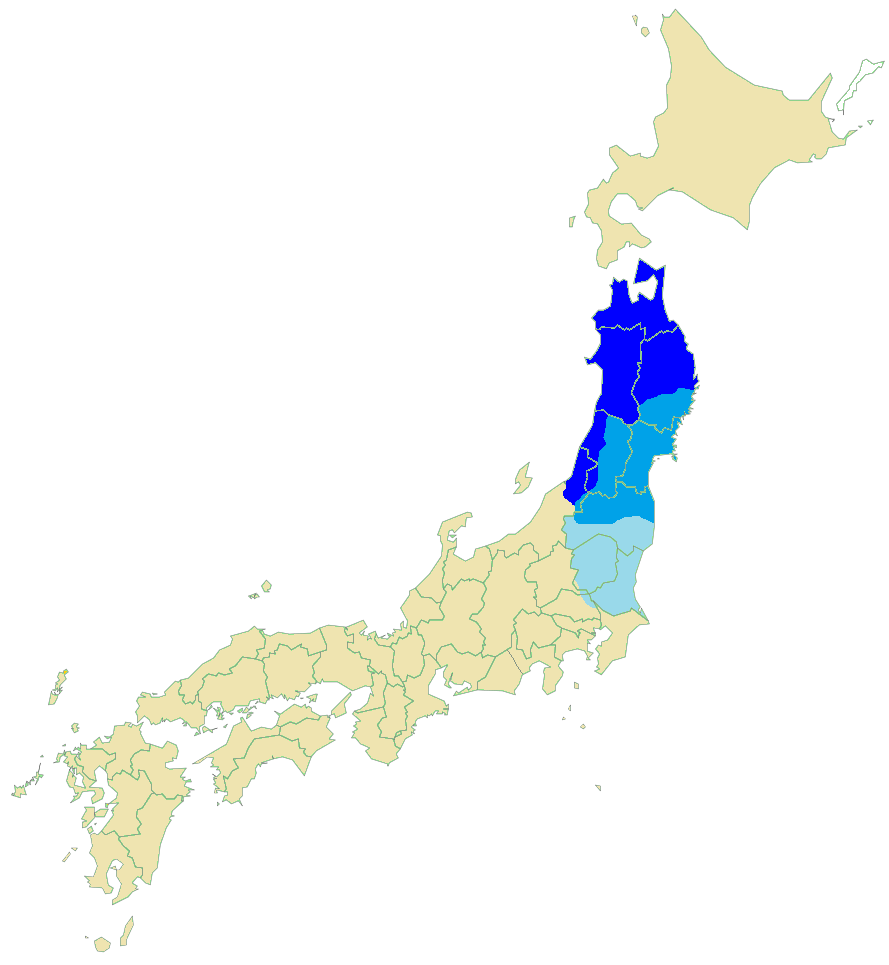
Északi óu nyelvjárás (sötétkék), déli óu nyelvjárás (kék), Kelet-Kantó nyelvjárás (világoskék) felosztásban

## Előfordulása
A tóhoku nyelvjárás leginkább két nagy részre, az északi óu nyelvjárásra (北奥羽方言) és a déli óu nyelvjárásra (南奥羽方言) osztható. Az északi óu nyelvjárás nagyjából Aomori prefektúrára, Ivate prefektúra északi és középső részére, Akita prefektúrára, Jamagata prefektúra japán-tengeri oldalára és Niigata prefektúra (Agano-tóhoz képest) északi területére jellemző. A déli óu nyelvjárás pedig Ivate prefektúra déli részén, Mijagi prefektúrában, Jamagata prefektúra belsőbb területein és Fukusima prefektúra területén található meg. Az is elmondható, hogy a déli óu nyelvjárás a Kelet-Kantó nyelvjárást (東関東方言), az északi óu nyelvjárás pedig a Hokkaidó tengerpari nyelvjárást (北海道海岸部方言) foglalja magába.

## Kiejtés és fonéma
Az i és az u magánhangzókat középső nyelvállású magánhangzóként ejtik ki: [ï] és [ɯ̈]. Emellett a legtöbb területen kiejtésben nincsenek megkülönböztetve egymástól a 'si' és a 'szu', a 'csi' és a 'cu', valamint ezeknek a zöngés párjai, a 'dzsi' és a 'zu', a 'dzu'「ぢ」és a 'dzu' 「づ」, ezt a dialektológiában zú-zú-féle beszédnek szokás nevezni. Az északi óu nyelvjárásban a si-nek, a csi-nek és a dzsi-nek hasonlít egymásra a kiejtése, a déli óu nyelvjárásban a szu-nak, a cu-nak és a zu-nak hasonló a kiejtése. Például a szusi és a szuszu 'korom' szó az északi óu nyelvjárásban ugyanúgy „sisi [sïsï]」”-nek van ejtve, míg a déli óu nyelvjárásban „szuszu [sɯ̈sɯ̈]” kiejtés az elterjedt. Tovabbá a déli óu nyelvjárásban ezek az u-t tartalmazó szótagok, a su az szuvá, a csu az cuvá, a dzsu az zuvá integrálódnak, például a súdzsi 'szépírás, írásművészet' szó kiejtése ezen a területen szúzu [sɯ̈ːdzɯ̈]」 lesz. Manapság ezek a kiejtési hasonlóságok inkább az idősebb korosztályra jellemzőek, a fiatalok áttértek inkább a standard japán nyelvi kiejtésére.
Emellett az e magánhangzó kiejtése a hagyományos japán nyelvtől eltérően sokkal rövidebb időtartamú, inkább már az i magánhangzóhoz hasonlóan ejtendő. A hagyományos nyelvben az e kiejtése [ɛ ˔], de a tóhoku nyelvjárásban inkább az „e”-hez hasonló. Ez különösen akkor észrevehető, amikor az e és az i magánhangzók találkoznak. A hagyományos nyelvi szabály szerint, ilyenkor az e magánhangzóhoz hasonul az i, és az e-t ejtjük hosszan. A tóhoku nyelvjárásban, az i-vel megegyezőt [e][e˔]-nek ejtik és az i és az e megkülönböztetése eltűnik. Viszont ha mássalhangzóval állnak együtt, akkor az e és az i szótagokban az e és az i kiejtését külön választják.
Továbbá a tóhoku nyelvjárás Japán-tenger felőli oldalának északi végén a standard japán nyelv u hangját nagy gyakorisággal o-nak ejtik.
A „k” és a „t” mássalhangzós szótagok abban az esetben, ha magánhangzóval vannak körülvéve, akkor „mado” (的) -féle zöngésedés történik. Azonban abban az esetben, ha a mássalhangzó körüli magánhangzó elnémítja a mássalhangzót, akkor nem történik zöngésedés. Másrészről, maga a természetes zöngés hang előtt egy „マンド[ma ̃do](窓)”-hoz hasonló nazális hang társul, emiatt a szavak megkülönböztethetőek. Azonban a középkorú korosztály beszédében ez az orrhang már eltűnt, a kiejtés között már nem tesznek különbséget.
A fenti „i” és „u” középső nyelvállású magánhangzók, az „i” és az „e” összeolvadása, a „k” és „t” mássalhangzós szótagok zöngésedése nem csak Tóhoku terület és Nígata prefektúrára északi részére jellemző, hanem elérte már Hokkaidó déli részét és a tengerpart felőli részét, Ibaraki prefektúrát, Tocsigi prefektúrát és Csiba prefektúra északi részét. Ezen felül a „si-csi-dzsi” és a „szu-cu-zu” szótagok összeolvadása a Tóhoku területig (Szanriku partot és Fukusima prefektúra déli részét leszámítva), továbbá Nígata prefektúra északi részéig, Hokkaidó tengerparti részéig is elterjedt. A zöngés hang előtti nazális hang használata Tóhoku nagy részére, Nígata prefektúra északi részére, valamint Hokkaidó tengerparti részére terjed ki.
Továbbá megfigyelhető még a „ki” szótag [kçï] -féle kiejtése is.
Tóhoku északi részén különleges fonémákat a hosszítást (ー), a magában álló „n” szótagot, a mássalhangzó hosszítására szolgáló fonémát (っ) nem lehet különálló hangsúlyozó egységnek számolni. Tóhoku terület északi részén nem a mora, hanem a szótagok lesznek az alapegységek, így az említett különleges fonémákat a standard nyelvhez képest rövidebben ejtik.
Több területen az 'a' és 'i' magánhangzók találkozásánál ezeket összevonva [ɛː]-nek, [æː]-nek, vagy [æ]-nek ejtik. Az általános /eː/ kiejtéstől eltér.

## Hangsúlyozás
Az északi óu nyelvjárásban a Tókjósiki hangsúly (東京式アクセント) az elterjedt, míg a déli óu nyelvjárásban nem nagyon hangsúlyoznak (無アクセント).
Az északi óu nyelvjárás hangsúlya a legtöbb területen a Tókjósiki típuson belül is a gairin tókjósiki akszento no hensu ( 外輪東京式アクセントの変種), amit hívnak még észak óu-féle hangsúlynak is (北奥羽式). A standard nyelvvel szemben a következő eltérés van:
1., Például a kő 'isi', papír 'kami', hang 'oto', folyó 'kava' -féle két szótagú főneveknél, a hangsúly a második szótagon van, és az azt követő szótag is hangsúlyos lesz. Ezt heibangatanak nevezik (平板型). A standard nyelvben odakagata (尾高型) hangsúly van, ahol a második szótagra esik a hangsúly, viszont az azt követő szótagnál azt leviszik.
2., Például ég (szora), hajó (fune), eső (ame), fonal (ito) szavaknál odakagata hangsúlyú lesz. Azonban Ivate prefektúrában vagy Aomori prefektúra keleti részén a standard nyelvvel megegyező atamadakagata (頭高型) -féle hangsúly használata is előfordul, amiben az első szótagra helyezik a hangsúlyt, a többinél pedig leviszik.
Továbbá például Aomoriban a standard nyelvtől eltérően nem ereszkedő hanglejtést, hanem emelkedő hanglejtést különböztetnek meg.
A déli óu nyelvjárás területének nagy részén mivel nem hangsúlyoznak, ezért a szavak hanglejtése sincs meghatározva. Ez Ibaraki prefektúrában és Tocsigi prefektúrában elterjedt.

## Nyelvtan
Szándék és sejtés kifejezésére gyakori a 'be' (べ（ー）) használata. Az írjunk szót úgy fejeznék ki, hogy kagubee (かぐべー). Ehhez hasonlóan a ragozandó szó szótövéhez kapcsoljuk a 'be' végződést. Ezentúl van még olyan eset is, amikor egy szón belül bizonyos szótagok 'n'-re változnak, amit hacuonkanak nevezünk (撥音化), vagy pedig az utolsó mássalhangzó hosszú lesz, amit szokuonkanak (促音化) nevezünk. Azonban Nígata prefektúra északi részén (kivéve a Higasikanbara kerületet) Jamagata prefektúra Sónai területén, valamint Akita prefektúra Juri területén a 'be' ragozást nem használják, helyette a szándék kifejezésére például a menni (iku 行く) igét 'egó' (えごー; hagyományosan ikó 行こう), a sejtést pedig eguro, egudaro, egudero, egugaru-ként mondják.
A mellékneveknél, a standard nyelv esetében ragozáskor a szótő változik, az északi óu esetében viszont vannak területek, ahol egy alap szótövet megtartva teszik hozzá a szükséges ragokat: tageagu (たげぁぐ; standard nyelvben: takaku (高く)), tageaba (たげぁば; standard nyelvben: takakereba（高ければ）). Továbbá Akita prefektúrában, Jamagata prefektúra Sónai területén, Nígata prefektúra északi részén a felszólító módú ragozásnál a az második csoportos igéknél (vagy hívhatjuk még 'ru' típusú igéknek is) a szótőhöz egy 're' végződést csatolunk, míg ez a standard nyelvben 'ro' szótag lenne. Például a felkelni 'okiru' szóból 'okire' lesz, a kinyit 'akeru' igéből pedig 'akere'. Emellett az északi óu nyelvjárásban a 'na' típusú melléknevek jelzős alakja is megváltozik. 'Na' helyett 'da' szótagot kell a jelzett főnév és a melléknév közé tenni. Például, ha azt akarjuk mondani, hogy csendes este, az 'sizuka da ban'. Standard nyelvben pedig 'sizuka na ban'.
Az irányt jelölő partikulaként ebben a nyelvjárásban gyakran a 'sza'-t használják. Emellett a célt kifejező 'vo' partikula általában nem használatos. A 'vo' helyett vagy semmit sem használnak, vagy pedig a 'godo', 'dogo' szavakat teszik be a mondatba.
Az okot kifejező mondatokat vagy mondatrészeket összekötő formuláknál a 'kara', 'gara'-t széles körben használják. Ezen felül még a Kinki régióban használatos 'szakai' szóból származó 'szage', 'hage', 'szuge', sige', 'sike', 'szuka' szavak használatosak például Nígata prefektúra északi részén (leszámítva a Higasikanbara területet), Jamagata prefektúrában (különösen a Sónai területen), Aomori prefektúra déli részén, 'hande', 'hende', 'nte', 'ente' használatos Akita prefektúrában, Aomori prefektúra Cugaru városában; valamint 'szute', 'site' használatos Aomori prefektúra Simokita-félszigetén. Emellett két mondat ellentétes viszonyát a déli óu nyelvjárásban a 'keredomo' (standard nyelvben is a jelentése de) szóval, észak óu nyelvjárásban a 'domo' szóval fejezik ki. Ezentúl Cugaruban és Akita prefektúra északi részén 'batte', a Simokita-félszigeten pedig a 'tatte' az elterjedt.

## Nyelvjárások alcsoportjai
A tóhoku nyelvjáráson belül a nyelvjárások felosztása megegyezett az Edo-korszak nagyobb klánjainak (Curagu, Nanbu és Szendai) területeinek felosztásával. Ezeknek a területeknek a határai jelölték gyakran a nyelvjárások határait is.

### Hokkaidó tengerparti területének nyelvjárásai
Más néven Hama nyelv (浜言葉). Közel áll az északi óu nyelvjáráshoz.
- Macumae nyelvjárás (松前方言)
- Dónan nyelvjárás (道南方言)

### Északi óu nyelvjárás
- Cugaru nyelvjárás (津軽弁) (Aomori prefektúra Curagu terület)
- Nanbu nyelvjárás (南部弁) (Aomori prefektúra Nanbu területén és Ivate prefektúra középső és északi területén. Van olyan is, hogy a Sitakita nyelvjárást különválasztják a nanbu nyelvjárástól)
  - Sitakita nyelvjárás (下北方言) (Nanbu terület északi része)
  - Kamikita nyelvjárás (上北方言) (Nanbu terület középső része)
    - Nohedzsi nyelvjárás (野辺地弁) (Nohedzsi város)

  - Hacsinohe nyelvjárás (三八方言) (Nanbu terület déli része)
  - Ivateken csúbu nyelvjárás (岩手県中部方言) (Ivate prefektúra középső területe)
    - Morioka nyelvjárás (盛岡弁) (Morioka város központ)

  - Ivateken hokubu nyelvjárás (岩手県北部方言) (Ivate prefektúra északi és nyugati része)
  - Ivateken engan nyelvjárás (岩手県沿岸方言) (Ivate prefektúra tengerparti területe)
- Akita nyelvjárás (秋田弁) (Akita prefektúra)
  - Kadzuno nyelvjárás 鹿角方言 (Régi Nanbu klán területe)
  - Kenhoku nyelvjárás (県北方言)
  - Csúó nyelvjárás (中央方言)
  - Nanbu nyelvjárás (南部方言)
  - Juri nyelvjárás (由利方言)
- Sónai nyelvjárás (庄内弁) (Jamagata prefektúra sónai terület, Nisiokitama kerület Oguni város)
  - Nanbu nyelvjárás (南部方言) (Sónai terület déli része)
  - Hokubu nyelvjárás (北部方言) (Sónai terület északi része)
  - Oguni nyelvjárás (小国方言) (Nisiokitama kerület Oguni város)
- Hokuecu nyelvjárás (北越方言) (Nígata prefektúra Aganokava várostól északra. Az ivafunei kitakanbara nyeljvárást és a higasikanbara nyelvjárást, azaz az északi és a keleti nyelvjárást elkülönítik egymástól, és ezzel előfordul, hogy a higasikanbara nyelvjárást a déli óu nyelvjáráshoz sorolják.)
- Ótori nyelvjárás és miomote nyelvjárás (大鳥方言・三面方言) (Jamaga prefektúra curuoka városában Ótoriban, Nígata prefektúra Murakami városában Miomoteban. Speciális hangok is vannak ebben a nyelvjárásban, emiatt más északkeleti nyelvektől teljesen elkülönülő szigetnyelv.

### Déli óu nyelvjárás
- Jamagata nyelvjárás (山形弁) (Jamagata prefektúra belső területe)
  - Sindzsó nyelvjárás (新庄弁) (Mogamicsi terület)
  - Murajama nyelvjárás (村山弁) (Murajami terület)
  - Okitama nyelvjárás (置賜弁) (Okitama terület)
- Szendai nyelvjárás (仙台弁) (Ivate prefektúra déli része, Mijagi prefektúra, Fukusima prefektúra Szóma kerület Sincsi város)
  - Szennan nyelvjárás (仙南方言) (Mijagi prefektúra déli része és Fukusima prefektúra Sincsi városába)
  - Szenboku nyelvjárás (仙北方言) (Mijagi prefektúra északi része)
  - Ivateken minami nyelvjárás (岩手県南方言) (Ivate prefektúra déli része)
  - Szanriku nyelvjárás (三陸方言) (Mijagi prefektúra tengerparti része és Ivate prefektúra Rikuzentakata városa és Ófunato városa)
- Hamadóri nyelvjárás (浜通り方言) (Fukusima prefektúra Hamadóri)
  - Ivaki nyelvjárás (岩城弁) (Jonomoritól délre)
  - Sóma nyelvjárás (相馬弁) (Jonomoritól északra)
- Fukusima nyelvjárás (福島弁) (Fukusima prefektúra középső területe)
  - Sindacsi nyelvjárás (信達方言) (szűk értelemben véve ugyanaz, mint a Fukusima nyelvjárás, a középső terület felső részén használják)
  - Kórijama nyelvjárás (郡山弁) (Fukusima prefektúra középső területének középső része)
  - Sirakava nyelvjárás (白河方言) (Középső terület déli része)
- Aidzu nyelvjárás (会津弁) (Fukusima prefektúra Aidzu területe)

### Kelet-Kantó nyelvjárás
A fonéma rendszer és a hangsúly a déli óu nyelvjárással közös, emiatt sok tudós van, akik a tóhoku nyelvjárással (azon belül is a déli óu nyelvjárással) együtt kezelik.
- Ibaraki nyelvjárás (茨城弁)
- Tocsigi nyelvjárás (栃木弁)

## Tóhoku dialektus és Kantó nyelvjárás fonémáit összehasonlító táblázat
|                                                    | Északi óu | Déli óu | Kelet Kantó | Nyugati Kantó |
| -------------------------------------------------- | --------- | ------- | ----------- | ------------- |
| I és U közép nyelvállású magánhangzók              | ○         | ○       | ○           | ×             |
| E rövidülése                                       | ○         | ○       | ○           | ×             |
| I és E keveredése                                  | ○         | ○       | ○           | ×             |
| Szóközi ka és ta soros szótagok zöngésedés         | ○         | ○       | ○           | ×             |
| Zöngés hanghoz társuló nazális hang egy szón belül | ○         | ○       | ×           | ×             |
| si-szu, csi-cu, dzsi-zu szótagok összeolvadása     | ○(/i/)    | ○(/u/)  | ×           | ×             |
| Hangsúly használatának eltűnése                    | ×         | ○       | ○           | ×             |

(A ○ jelöli, ha megtalálható a nyelvjárásban, az × jelöli, ha nem jellemző a nyelvjárásra)